# Monte San Giorgio
El mont San Giorgio és una muntanya boscosa de forma piramidal al cantó de Ticino de Suïssa. S'eleva fins a una alçada de 1.097 m. Està envoltat per dos braços del llac Ceresio (llac de Lugano, a 271 metres d'altitud), a la frontera amb Itàlia.

## Història
Segons la llegenda, un ermità, sant Manfred, hauria viscut al cim del mont San Giorgio. Aquesta persona, nascuda de família noble, va viure al segle xiii. D'aquest sant, se'n conserva el cos en una església a prop, i se li van atribuir alguns miracles. Les pintures d'aquesta església evoquen tals miracles.

## Lloc
Al voltant del mont San Giorgio es van classificar dos llocs, l'un per les autoritats suïsses, pels seus paisatges, i un altre de menor extensió, per la UNESCO, a causa de la presència de fòssils del Triàsic.
Per les autoritats del Ticino, el Pla de Desenvolupament Cantonal (PDC) identificà aquest territori com una Àrea de paisatge protegit (ZPP). El lloc també es troba classificat per la UNESCO com a lloc natural del Patrimoni de la Humanitat. Aquesta classificació, que va ser feta el 2003, es basa en els fòssils que daten del Triàsic (230 a 245 milions d'anys) i que se'n troben a la cara nord.
El 2010, el vessant italià també va ser inclòs en la llista del Patrimoni de la Humanitat.

## Geologia
La litografia del mont San Giorgio està formada per diferents capes de roques que es divideixen en dos grups diferents, el sòcol cristal·lí i la cobertura sedimentària. Desplaçant-nos cap al cim de la muntanya, trobem formacions rocoses més tardanes.
El sòcol cristal·lí es compon d'una roca metamòrfica, que es remunta al període precarbonífer. Es compon de gneis d'origen sedimentari (paragneis) i magmàtic (ortogneis). Aquesta unitat no és visible, ja que només aflora en nivells prou baixos.
El període Triàsic està marcat per l'aparició de nombroses fractures al supercontinent Pangea. Entre el continent africà al sud i el continent euroasiàtic al nord, es va formar una conca que es va inundar formant el mar anomenat Tetis. La conca del Tetis va continuar augmentant fins que va assolir la màxima extensió durant el Juràssic. Això explica el canvi en les seqüències del mont San Giorgio de les roques volcàniques del magma (del sòcol).
Les roques amb fòssils afloraren a Suïssa, al mont San Giorgio, i també a la zona italiana immediatament adjacent a la regió de Besan.
En el Triàsic mitjà, amb un clima subtropical, es va desenvolupar una llacuna d'un centenar de metres de profunditat, protegida i separada del mar per un escull.
La muntanya ha conservat en els seus estrats mineralitzats milers de fòssils que van ser descoberts en el segle xix. La investigació de les universitats de Zúric i Milà ha demostrat que aquest era un lloc d'una riquesa bastant excepcional.
Fins ara, se n'han trobat més de 10.000 exemplars, entre aquests 30 espècies de rèptils (en la seva majoria marins; alguns n'assoleixen una longitud de sis metres), 80 espècies de peixos i 100 espècies d'invertebrats (incloent-hi insectes molt rars), i molts microorganismes fòssils. Són fòssils que reflecteixen la vida marina i terrestre del lloc perquè la llacuna estava propera a la terra.
Alguns són únics i se'ls van assignar noms que recorden llocs, com Serpiano, Meriden o Ceresio: Daonella serpianensis, Serpianosaurus mirigiolensis, Tanystropheus meridensis, Ceresiosaurus, etc.
Se'n poden admirar algunes de les més interessants mostres al Museu de Meriden.